# Philly Special

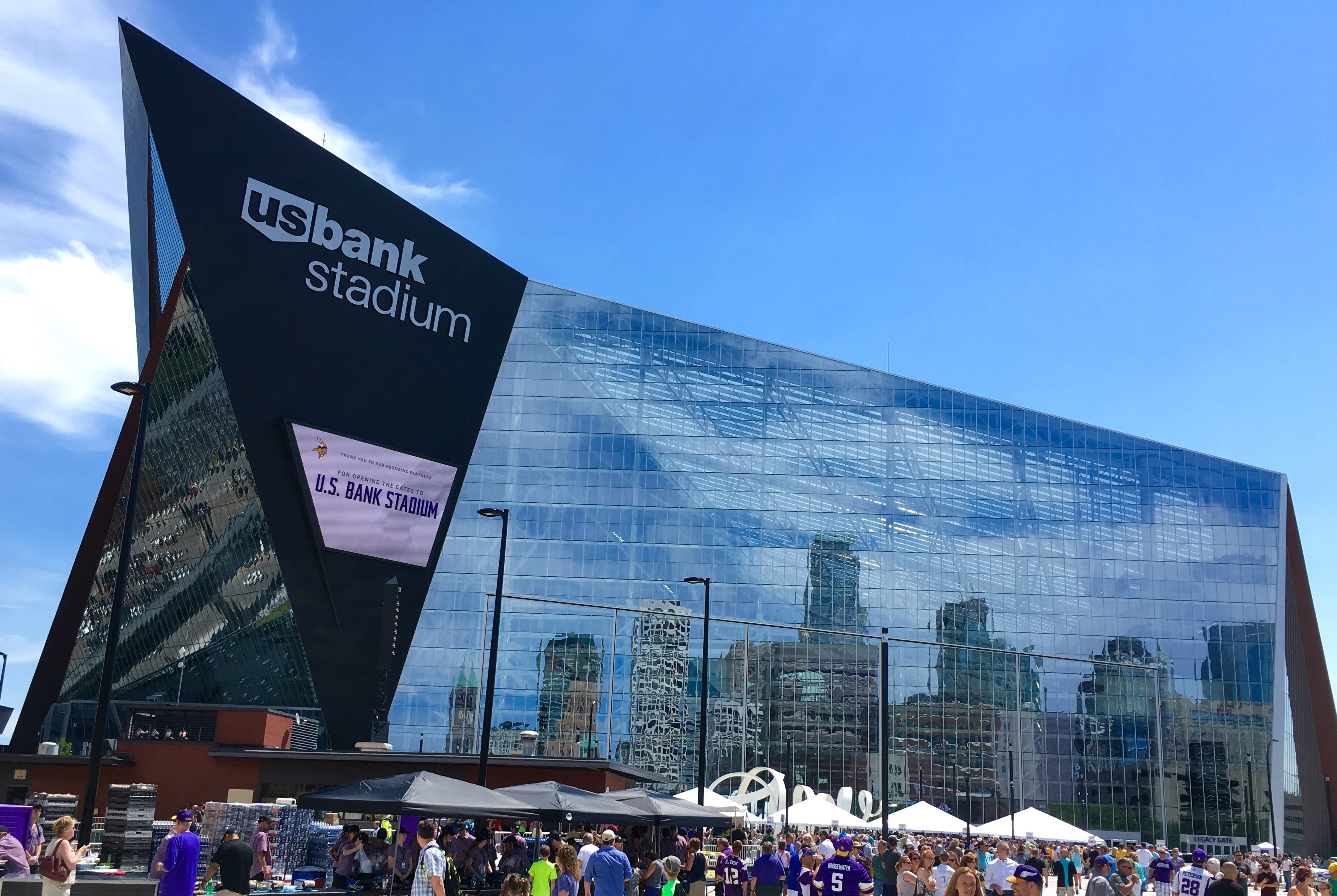
Der Schauplatz: das U.S. Bank Stadium

Der Philly Special, gelegentlich auch Philly Philly genannt, ist einer der bekanntesten Trickspielzüge der Super-Bowl-Geschichte, durch den die Philadelphia Eagles im Super Bowl LII am 4. (MEZ: 5.) Februar 2018 kurz vor der Halbzeit durch einen Touchdown mit 21:12 gegen die New England Patriots in Führung gingen (Endstand: 41:33).

## Ablauf
Im zweiten Viertel waren noch 38 Sekunden zu spielen, die Eagles hatten einen 4. Versuch an der Ein-Yard-Linie und sie entschieden sich dafür, den Ball in die Endzone zu spielen anstatt den Ball für drei Punkte durch die Stangen zu kicken. Der Ablauf war folgender: Zunächst stellte sich Quarterback Nick Foles in Shotgun-Formation etwa fünf Yards hinter der Line of Scrimmage auf, als ob er einen kurzen Pass in die Endzone werfen wollte. Dann gab er durch Aufstampfen mit dem rechten Fuß das übliche Zeichen für den Center, den Ball zu snappen. Der wartete jedoch noch weiter ab, und Foles rief: „Kill! Kill!“, das übliche Kommando dafür, dass nicht der ursprünglich vorgesehene, sondern ein Ersatzspielzug zur Ausführung kommen sollte. Gleichzeitig ging Foles als Man in Motion etwas nach vorne und stellte sich rechts hinter dem Center Jason Kelce auf, während der Runningback Corey Clement sich bereit machte, den Ball in Empfang zu nehmen. Für die Defence sah es jetzt so aus, als ob der Runningback den Ball mittels eines Laufspielzuges in die Endzone tragen sollte. Clement erhielt den Ball und lief nach links, wo die Eagles ihre Blocker massiert hatten und auch der Tight-End Trey Burton positioniert war. Der lief nun wie bei einem Reverse nach rechts, entsprechend warf ihm Clement den Ball mit einem kurzen Rückwärtspass zu. Inzwischen war Foles nach rechts in die Endzone gelaufen, wo er völlig ungedeckt war, so dass ihm Burton den Ball zum Touchdown zuwerfen konnte. Im Endeffekt hatten Tight-End und Quarterback ihre Rollen getauscht. 34 Sekunden vor dem Ende des Viertels stoppte die Uhr wieder. Den anschließenden Point after Touchdown verwandelte Jake Elliott zur Halbzeitführung der Eagles von 22:12.

## Galerie

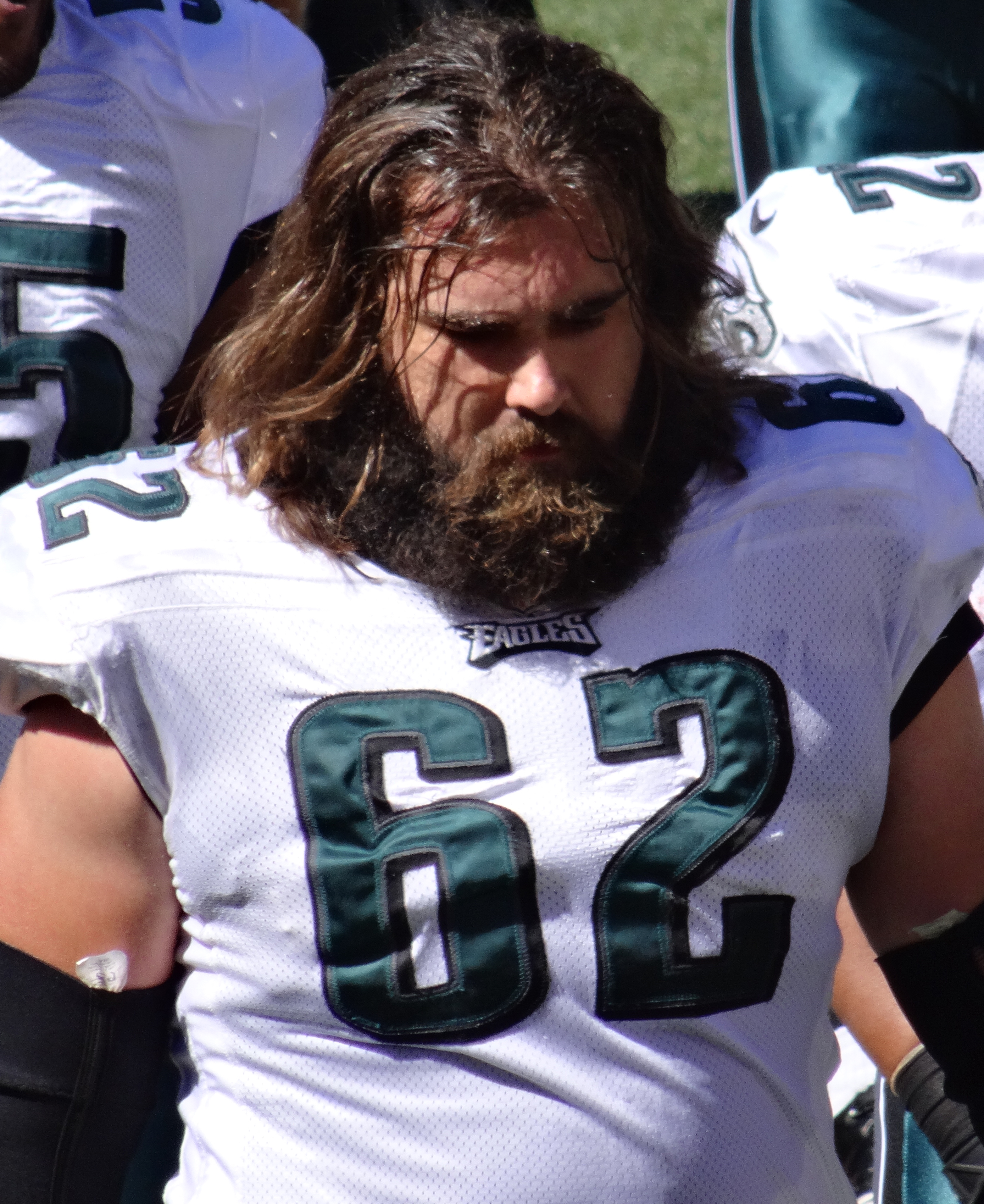
Jason Kelce snappte den Ball, ...
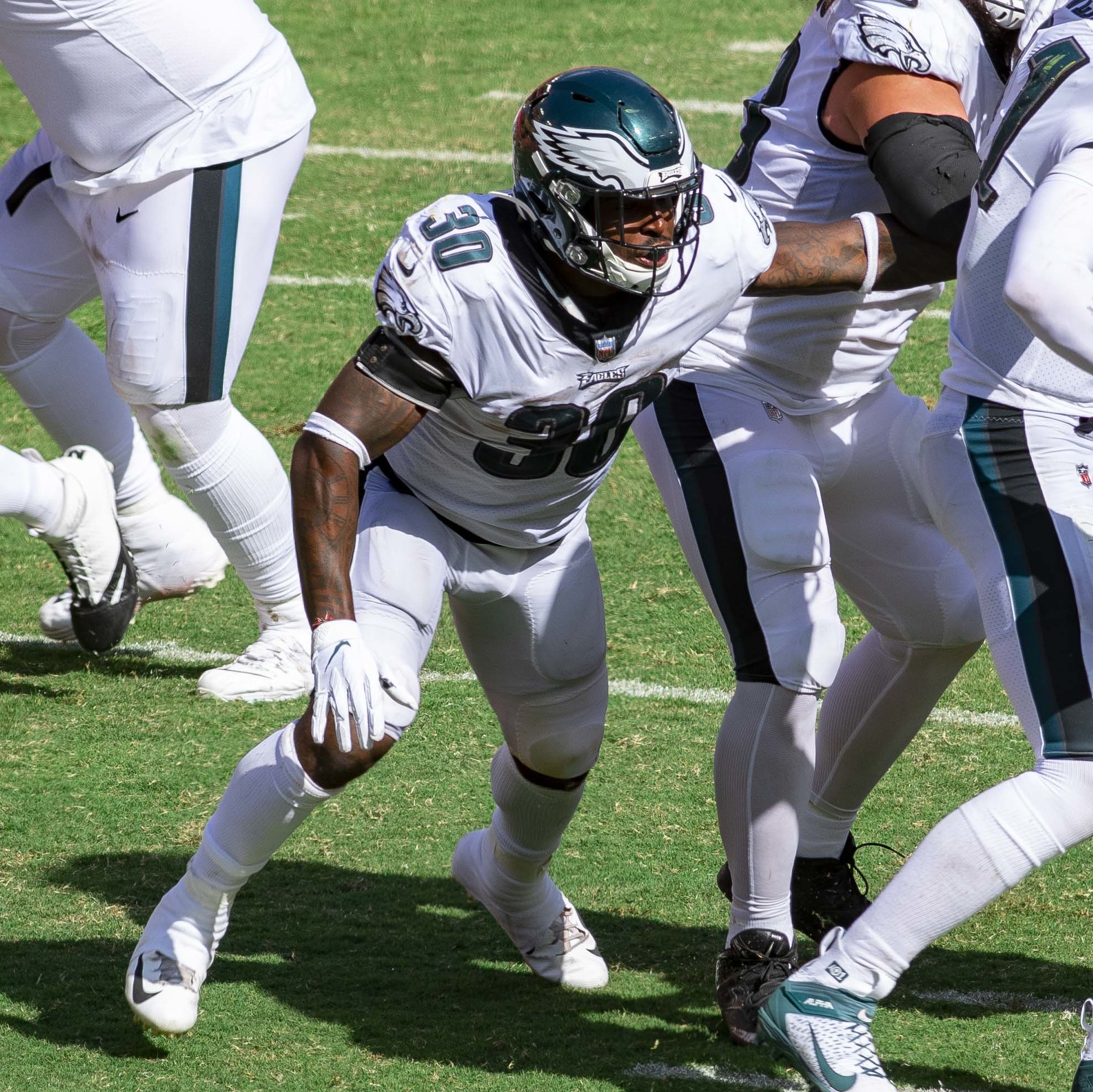
... Corey Clement nahm ihn auf, lief auf die linke Seite und pitchte ihn zu ...
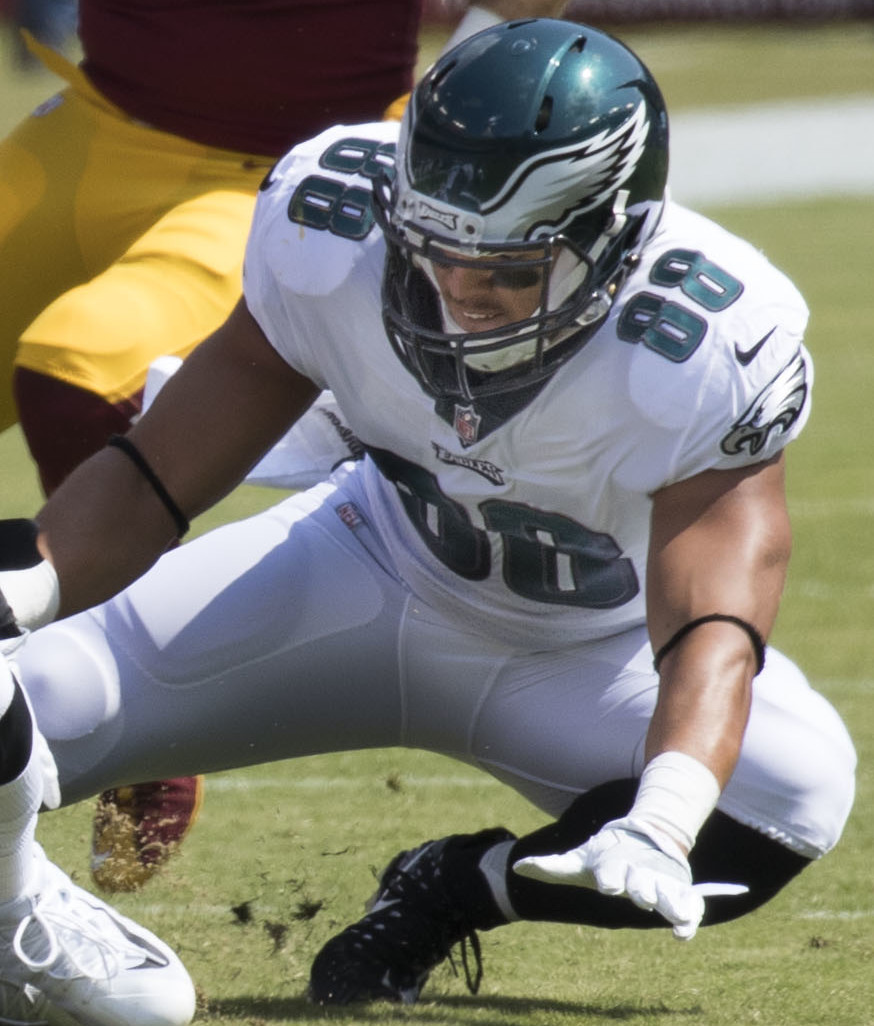
... Trey Burton, der lief zurück auf die rechte Seite und passte ihn zu ...
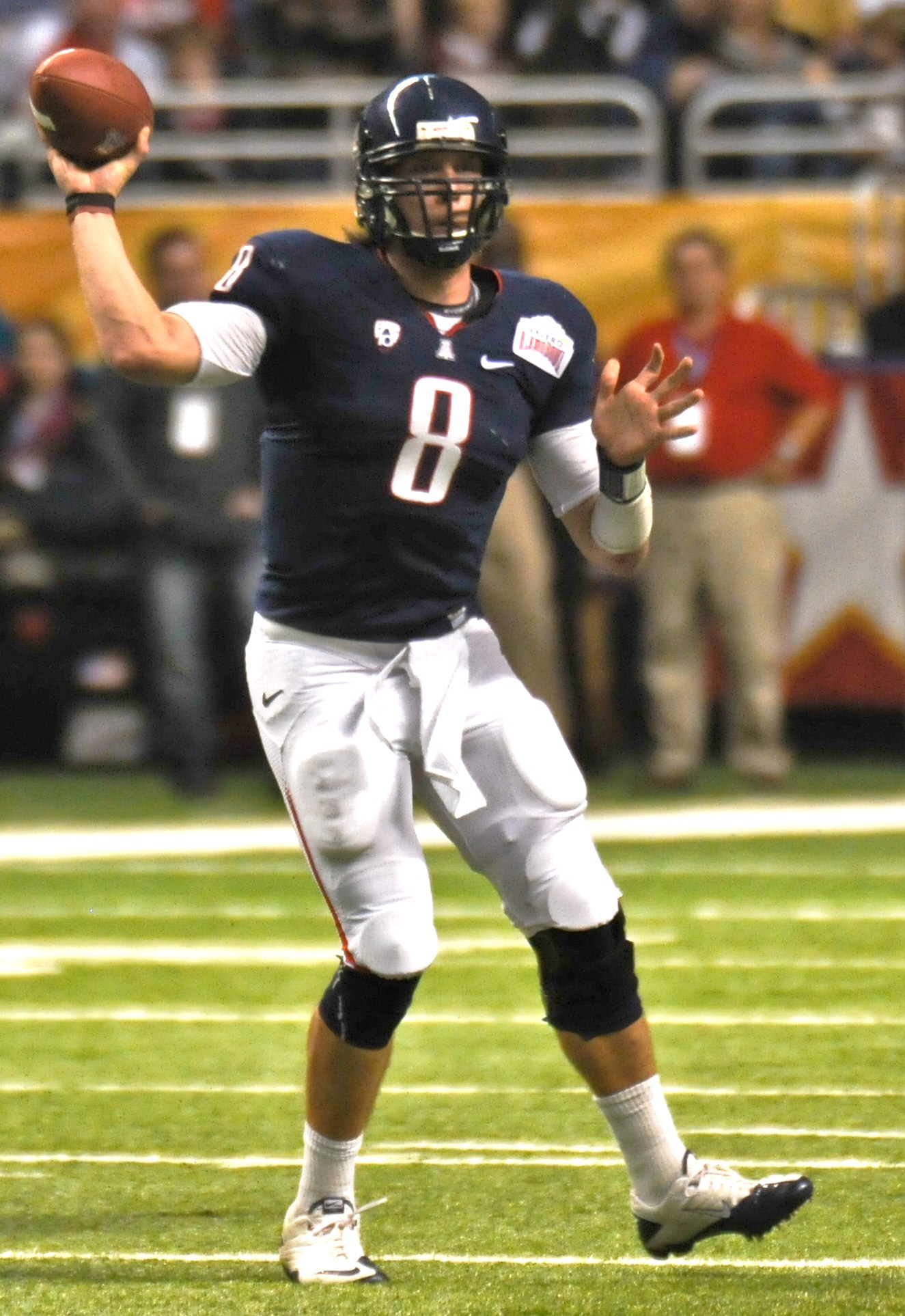
... Nick Foles, der ihn zum Touchdown fing.